# Lądek-Zdrój
Lądek-Zdrój (AFI: [ˈlɔndɛk ˈzdrui̯]; en alemán: Bad Landeck; en checo: Landek) es un municipio termal del distrito de Kłodzko, en el voivodato de Baja Silesia, en el suroeste de Polonia, próximo a la frontera con la República Checa. Es la sede del distrito administrativo (gmina) homónimo, y se encuentra en los Sudetes, a unos 20 km de Kłodzko y a 88 km de la capital regional, Breslavia. En el año 2006, el municipio tenía una población de 6181 habitantes.
Lądek-Zdrój fue retratada en la película de culto Niespotykanie spokojny człowiek (El hombre increíblemente tranquilo) de Stanisław Bareja.
Cada año, la localidad acoge el Festival de Cine de Montaña Andrzej Zawada (Przegląd Filmów Górskich im. Andrzeja Zawady).

## Galería

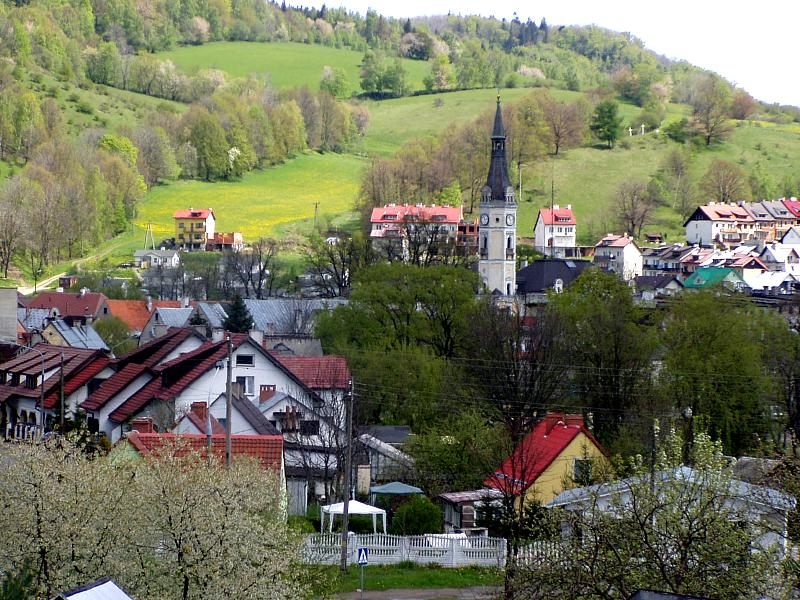
Lądek-Zdrój en primavera
Plaza mayor
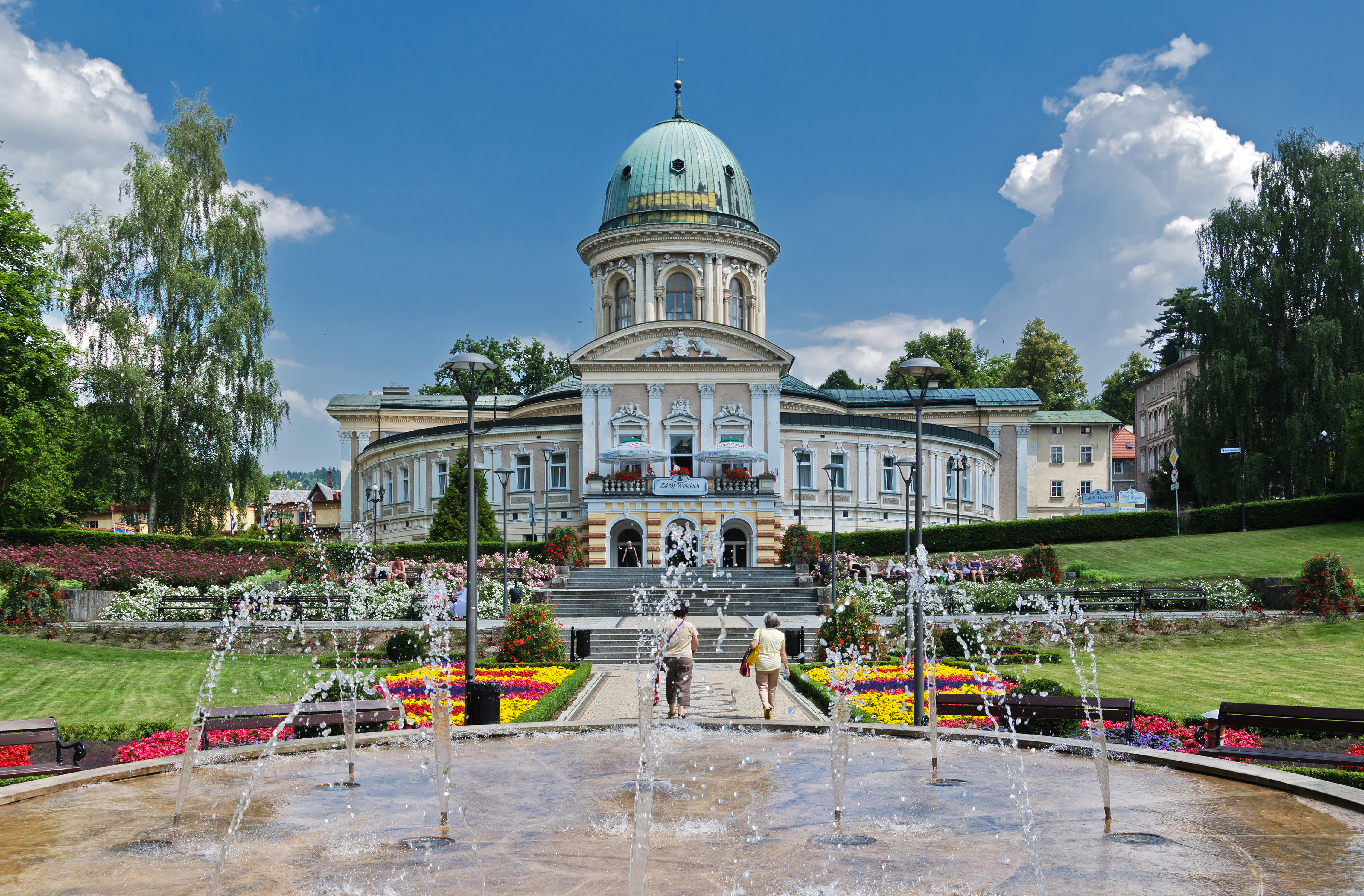
Baños termales "Wojciech"
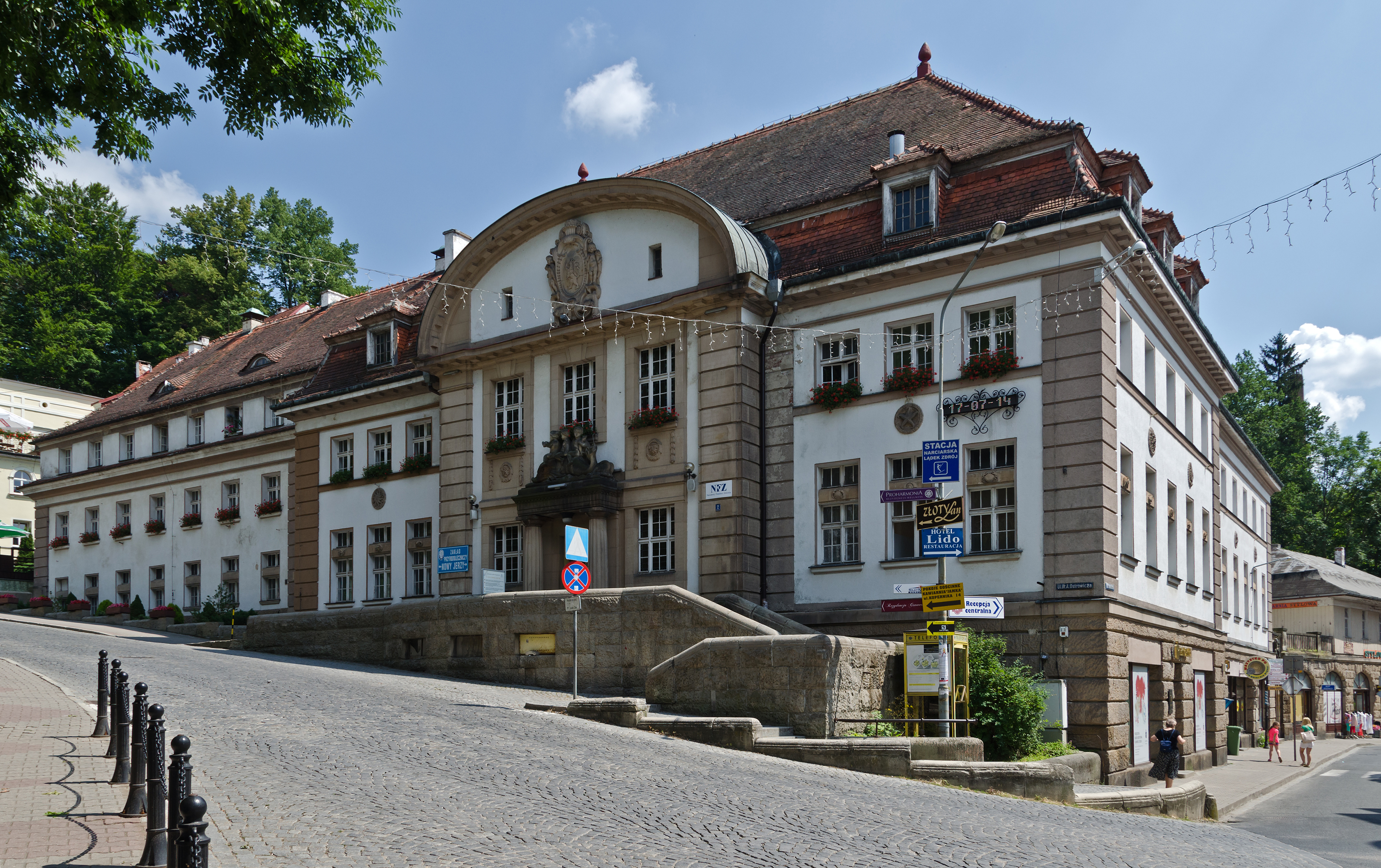
Sanatorium "Nowy Jerzy"